# Rally de Ourense de 1980
El Rally de Ourense de 1980, oficialmente 13.º Rally de Ourense, fue la decimotercera edición, la vigesimoquinta cita de la temporada 1980 del Campeonato de Europa de Rally y la undécima de la temporada 1980 del Campeonato de España de Rally. Se celebró del 21 al 26 de junio y contó con un itinerario de treinta y un tramos que sumaban un total de 203 km cronometrados.

## Itinerario
| Día   | Tramo | Nombre               | Distancia | Hora  | Ganador                          | Tiempo |
| ----- | ----- | -------------------- | --------- | ----- | -------------------------------- | ------ |
| Día 1 | TC1   | Trasalva             | 4,1 km    | 16:22 | Jorge de bagration               |        |
| Día 1 | TC2   | Arnoya               | 5,3 km    | 17:06 | Eduardo Balcázar                 |        |
| Día 1 | TC3   | Sande                | 7,4 km    | 17:20 | Eduardo Balcázar                 |        |
| Día 1 | TC4   | Outomuro-Villavidal  | 4,6 km    | 17:46 | Eduardo Balcázar                 |        |
| Día 1 | TC5   | Bande-Lobera         | 7,6 km    | 18:31 | Eduardo Balcázar                 |        |
| Día 1 | TC6   | Puente Liñares-Bande | 12 km     | 19:32 | Eduardo Balcázar                 |        |
| Día 1 | TC7   | Bande-Mociños        | 23 km     | 19:52 | Eduardo Balcázar                 |        |
| Día 1 | TC8   | Sande                | 7,4 km    | 21:08 | Eduardo Balcázar                 |        |
| Día 1 | TC9   | Xestosa-Toén         | 4,2 km    | 21:39 | Eduardo Balcázar                 |        |
| Día 1 | TC10  | Castro de Beiro      | 5,85 km   | 23:00 | Eduardo Balcázar Salvador Servià |        |
| Día 1 | TC11  | Parada-Maside        | 8,5 km    | 23:25 | Salvador Servià                  |        |
| Día 2 | TC12  | Brués-Feás           | 5,1 km    | 00:01 | Eduardo Balcázar Salvador Servià |        |
| Día 2 | TC13  | Magrós               | 5,1 km    | 00:18 | Eduardo Balcázar                 |        |
| Día 2 | TC14  | Liñares-Amiudal      | 5,8 km    | 00:35 | Salvador Servià                  |        |
| Día 2 | TC15  | Avión-Beiro          | 13,6 km   | 00:53 | Pablo de Sousa                   |        |
| Día 2 | TC16  | O Cenlle             | 4,6 km    | 01:27 | Eduardo Balcázar                 |        |
| Día 2 | TC17  | Cabanelas            | 6,8 km    | 01:52 | Eduardo Balcázar Salvador Servià |        |
| Día 2 | TC18  | Brués-Feás           | 5,1 km    | 02:21 | Eduardo Balcázar                 |        |
| Día 2 | TC19  | Magrós               | 5,1 km    | 02:38 | Salvador Servià                  |        |
| Día 2 | TC20  | Liñares-Amiudal      | 5,8 km    | 02:55 | Eduardo Balcázar                 |        |
| Día 2 | TC21  | Avión-Beiro          | 13,6 km   | 03:13 | Eduardo Balcázar                 |        |
| Día 2 | TC22  | Cabanelas            | 6,8 km    | 03:46 | Eduardo Balcázar                 |        |
| Día 2 | TC23  | O Viñao              | 2,7 km    | 04:16 | Pablo de Sousa                   |        |
| Día 2 | TC24  | Almorfe-Luintra      | 8,3 km    | 09:22 | Salvador Servià                  |        |
| Día 2 | TC25  | Baldrey              | 3,4 km    | 10:10 | Eduardo Balcázar                 |        |
| Día 2 | TC26  | La Teijeira          | 9,5 km    | 10:43 | Salvador Servià                  |        |
| Día 2 | TC27  | San Martiño          | 9 km      | 11:04 | Eduardo Balcázar                 |        |
| Día 2 | TC28  | San Fiz              | 5,5 km    | 11:28 | Salvador Servià                  |        |
| Día 2 | TC29  | San Martiño          | 9 km      | 12:17 | Eduardo Balcázar                 |        |
| Día 2 | TC30  | San Fiz              | 5,5 km    | 12:41 | Salvador Servià                  |        |
| Día 2 | TC31  | Maceda-Santa Marina  | 10 km     | 13:38 | Eduardo Balcázar                 |        |

## Clasificación final
| Pos. | Piloto              | Copiloto              | Automóvil             | Tiempo  | Diferencia |
| ---- | ------------------- | --------------------- | --------------------- | ------- | ---------- |
| 1.   | Eduardo Balcázar    | Joan Josep Martín     | Lancia Stratos HF     | 2:35:12 | 0.0        |
| 2.   | Salvador Servià     | Álex Brustenga        | Ford Fiesta MK1 1600S | 2:36:31 | +1:19      |
| 3.   | Pablo de Sousa      | Luis M. Sanz Jerónimo | SEAT 124-2000         | 2:41:26 | +6:14      |
| 4.   | Juan Ignacio Canela | Juan Antonio Villalba | Ford Fiesta MK1 1600S | 2:42:59 | +7:47      |
| 5.   | José Gonçalves      | Joaquim Bessa         | Porsche 911 SC        | 2:43:24 | +8:12      |
| 6.   | Jordi Cid Castro    | Enric de Llorens      | Ford Escort RS        | 2:49:21 | +14:09     |
| 7.   | Manuel Rosendo      | Díaz                  | Opel Kadett GT/E      | 2:53:57 | +18:45     |
| 8.   | Juan Luis Paradela  | Rogelio               | SEAT 124-1800         | 2:55:16 | +20:04     |
| 9.   | José Luis Vilanova  | Antonio Vázquez       | Renault 5 Alpine      | 3:00:15 | +25:03     |
| 10.  | Eugenio Eiranova    | Enrique Tenreiro      | Renault 5 Alpine      | 3:03:17 | +28:05     |